# Gene L. Coon
Gene L. Coon (7. ledna 1924 – 8. července 1973) byl americký scenárista a producent, známý především díky své práci pro seriál Star Trek.

## Kariéra
Coon sloužil v námořní pěchotě Spojených států po 4 roky během 2. sv. války. Jako scenárista má svůj podíl na filmech Dragnet, Bonanza, Zorro, Have Gun - Will Travel, Wagon Train, a The Wild Wild West. Později se stal produkčním právě pro Wild Wild West a posléze také pro seriál Star Trek. K týmu vytvářející Star Trek se připojil v polovině první sezóny a svou práci ukončil v polovině druhé série. Následně psal scénáře i pro třetí sérii pod pseudonymem Lee Cronin, protože tou dobou již měl smlouvu s Universal Studios a oficiálně nesměl pracovat pro Paramount.

### Star Trek
Ve svých scénářích dal vzniknout několika fenoménům Star Treku, např. Klingoni (epizoda Věc soucitu), Khan Noonien Singh (Vesmírné sémě), Zefram Cochrane (Proměna) nebo Základní směrnice. Protože byl v pozici, kde mohl scénáře upravovat, jeho dílo tak sahá ještě mnohem dále, než k jeho skriptům. Znám je případ jeho pomoci, tehdy mladému scenáristovi Davidu Gerroldovi se scénářem epizody Trable s tribbly.
Umírá na rakovinu v roce 1973.